# Cyrenia
Cyrenia is een geslacht van vlinders uit de familie van de prachtvlinders (Riodinidae), onderfamilie Riodininae.
Cyrenia werd in 1851 voor het eerst wetenschappelijk beschreven door Westwood.

## Soort
Cyrenia omvat de volgende soort:
- Cyrenia martia Westwood, 1851